# Rot-Esche
Die Rot-Esche (Fraxinus pennsylvanica), auch Pennsylvanische Esche, Sumpf-Esche oder Grün-Esche genannt, ist eine Pflanzenart aus der Gattung der Eschen (Fraxinus) in der Familie der Ölbaumgewächse (Oleaceae). Die Rot-Esche unterscheidet sich von der ähnlichen Weiß-Esche durch die dünnen, behaarten Zweige. Die Blattunterseiten sind grün (bei der Weiß-Esche silbrig-grün).
Die Art ist stark gefährdet.

## Beschreibung

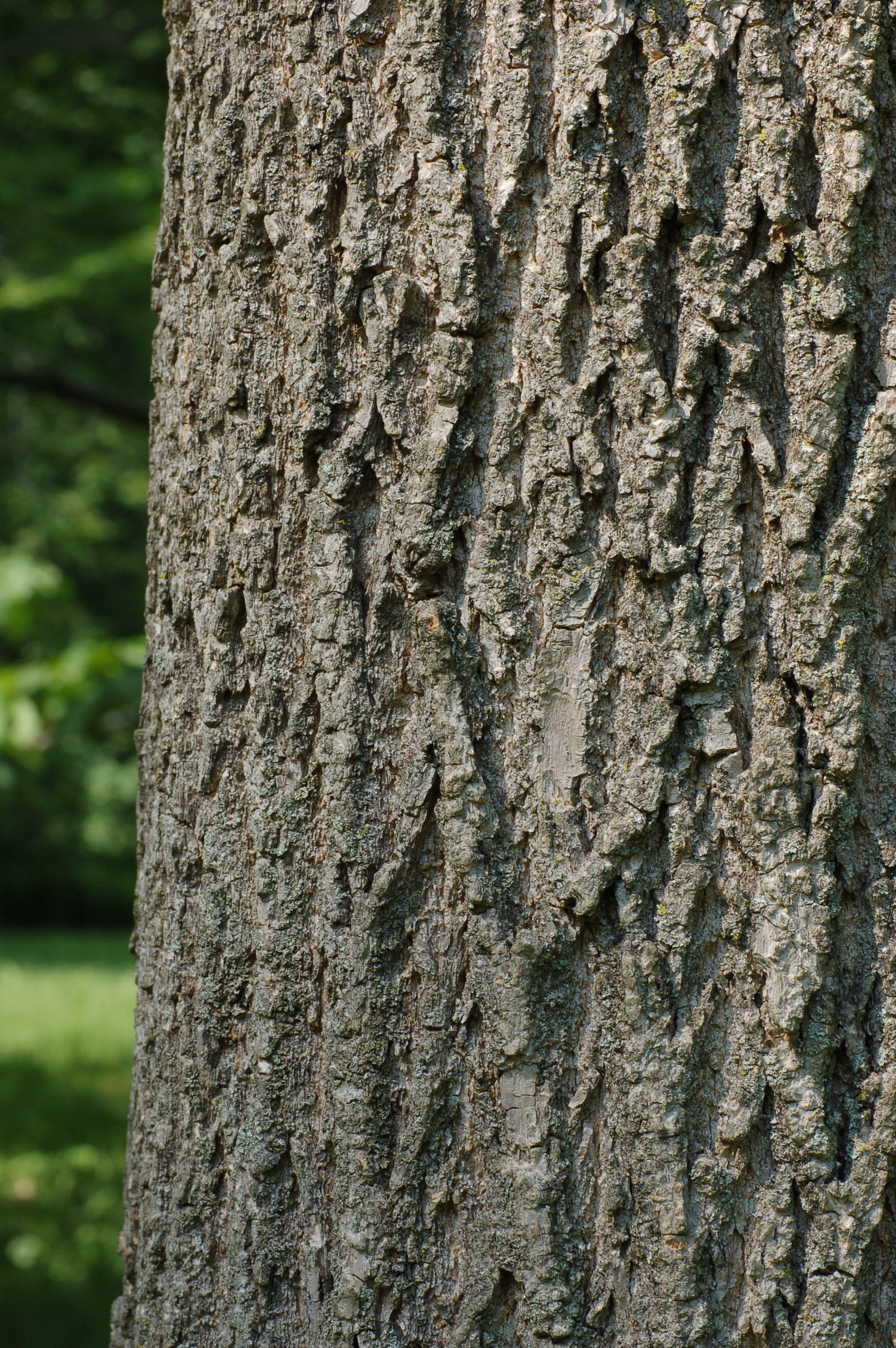
Borke

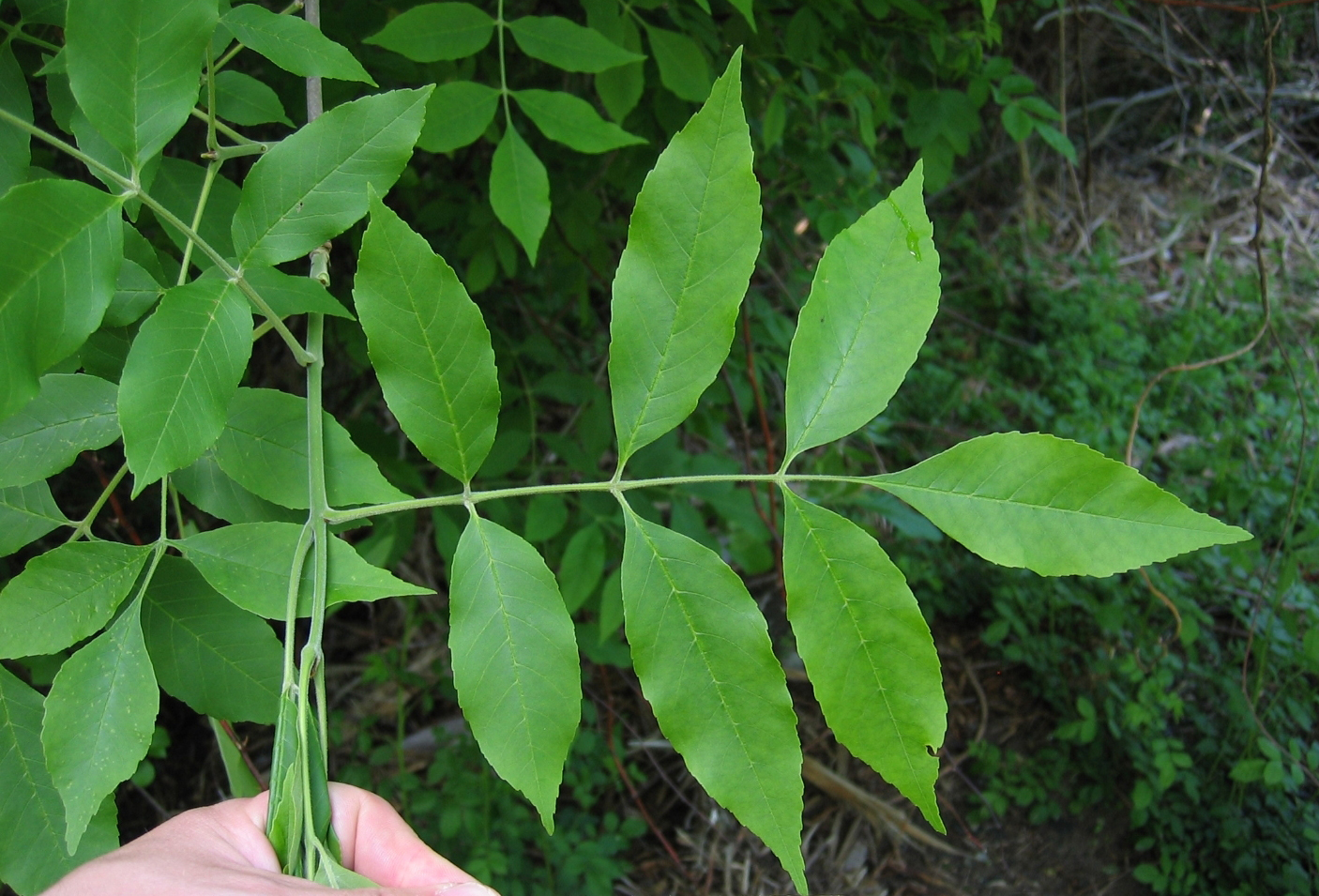
Gefiedertes Laubblatt

### Vegetative Merkmale
Die Rot-Esche wächst als laubabwerfender Baum der meist Wuchshöhen von 15 bis über 30 m, selten bis über 40 m und Stammdurchmesser von bis über 60 cm, selten bis über 1,5 Meter erreicht. Bei jungen Zweigen ist die Rinde braun, grau oder grün, kahl oder flaumig bis wollig behaart, später (im zweiten bis vierten Jahr) ist sie kahl oder flaumig behaart. Die dicke, grobe Borke ist gefurcht und blättert manchmal ab. Die flaumig behaarten rötlich-braunen Winterknospen sind bei einer Länge von 3 bis 5 mm konisch, eiförmig oder eiförmig-konisch.
Die mehr oder weniger gegenständig an den Zweigen angeordneten Laubblätter sind mit Blattstiel und -spreite gegliedert und insgesamt 15 bis 30 cm lang. Der Blattstiel und die Rhachis sind rinnig und kahl bis flaumig behaart. Die unpaarig gefiederte Blattspreite besitzt meist 7 bis 9 (5 bis 11) kurz gestielte bis sitzende Fiederblättchen, die bei einer Länge von 5 bis 15 (bis 18) cm und einer Breite von 1,2 bis 9 cm eiförmig bis elliptisch sind mit ganzen, gekerbten oder gesägten Rändern. Die Oberseite ist grün bis gelb-grün und kahl, die Unterseite ist grün, kahl bis flaumig behaart. Nebenblätter fehlen. Fraxinus pennsylvanica gehören zu den Baumarten, die am zeitigsten (Anfang September in Nordamerika) mit der Herbstfärbung beginnen, und ihr Laub färbt sich gold-gelb.

### Blütenstände und Blüten

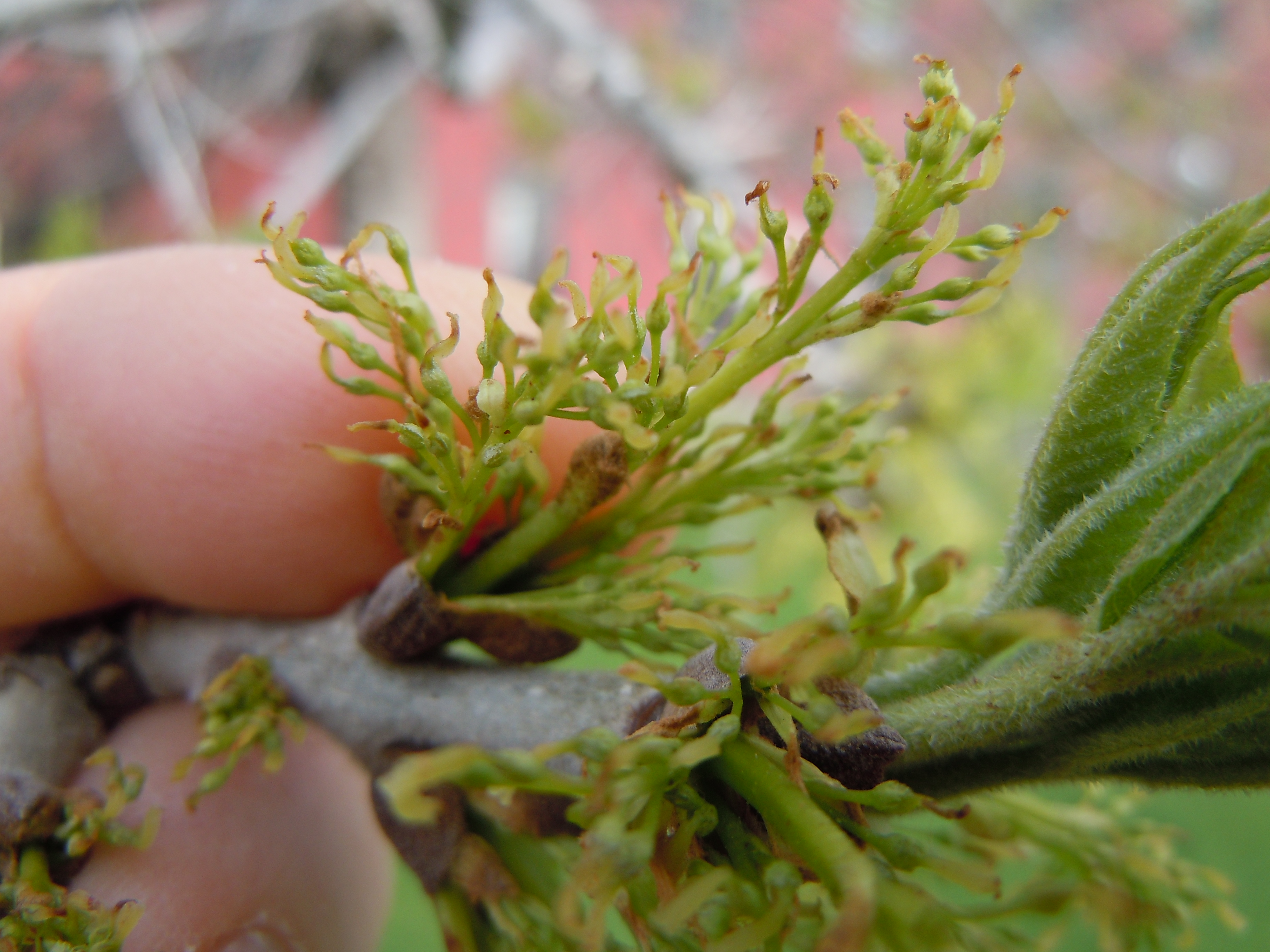
Weiblicher Blütenstand

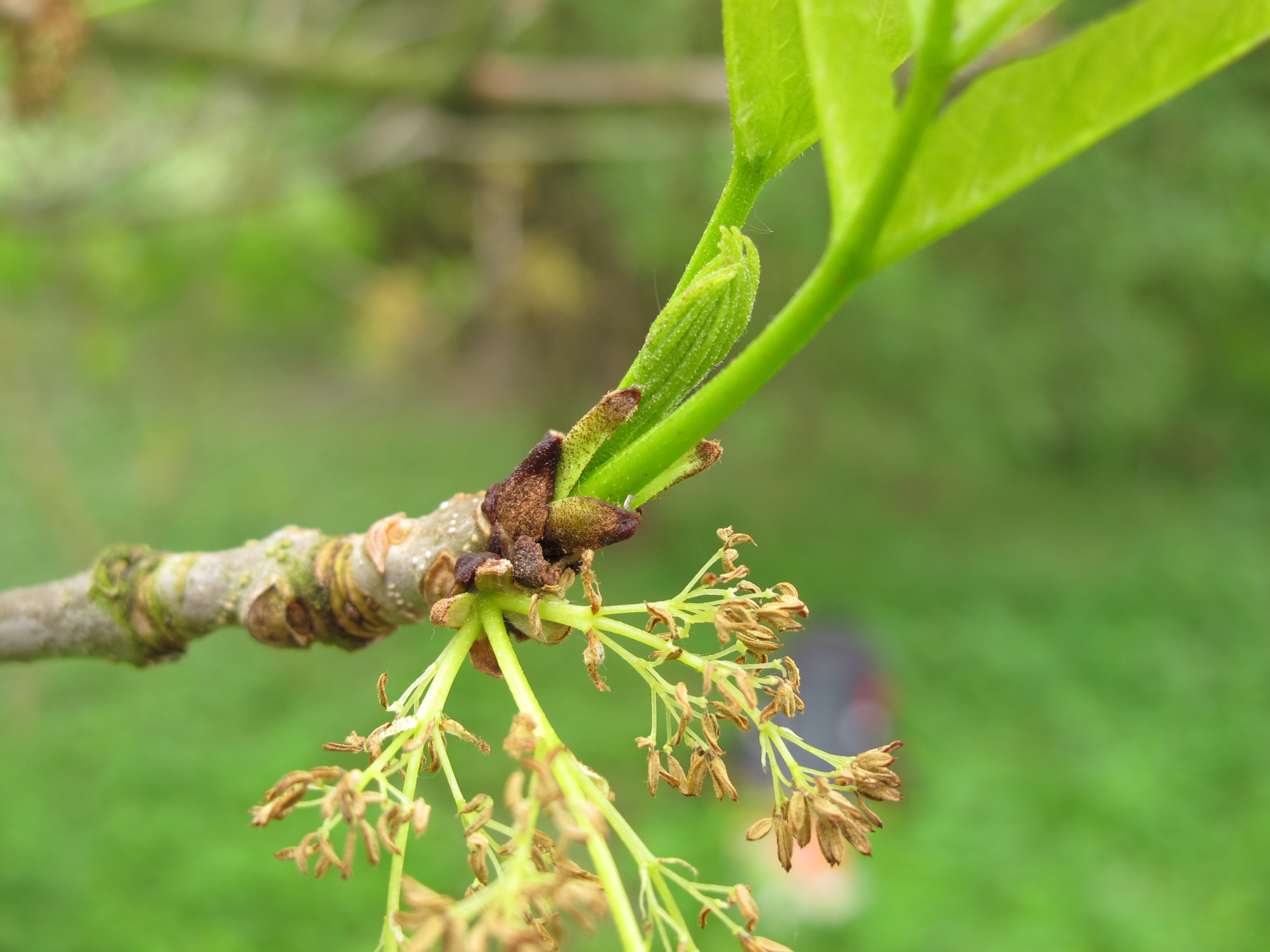
Männlicher Blütenstand

Die Rot-Esche ist zweihäusig (diözisch). Gleichzeitig mit den neuen Laubblättern erscheinen im Frühling die Blüten, die in kompakten, rispigen Blütenständen zusammen stehen. Die eingeschlechtigen Blüten sind sehr klein und besitzen keine Kronblätter. Die Bestäubung erfolgt durch den Wind (Anemophilie).

### Früchte und Samen

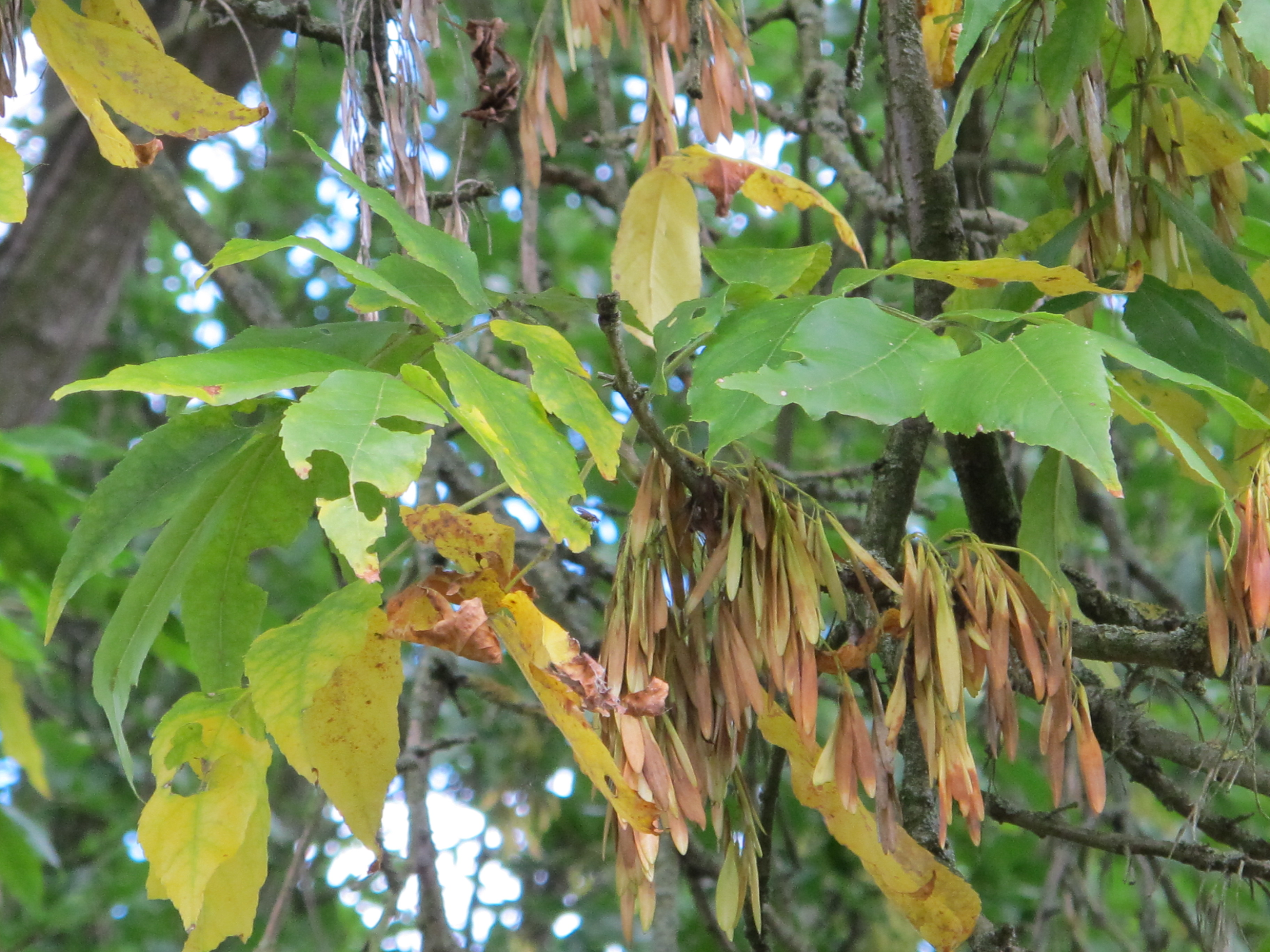
Fruchtstand

Es werden flache, einsamige und einseitig geflügelte Nussfrüchte (Samara) gebildet, die 2,5 bis 7,5 cm lang sind. Die Nussfrucht ist 1,5 bis 3 cm lang. Die Flügel sind 2 bis 4 cm lang und 3 bis 7 mm breit.

### Chromosomenzahl
Die Chromosomenzahl beträgt 2n = 46.

## Vorkommen

Verbreitungsgebiet der Rot-Esche auf dem nordamerikanischen Kontinent

Die Rot-Esche besitzt das größte Verbreitungsgebiet der nordamerikanischen Eschen-Arten. Die Nordgrenze verläuft von Neuschottland bis nach Alberta und Montana, die Südgrenze von Nordflorida bis Texas. Sie steigt in den Appalachen bis auf Höhenlagen von 900 m. ü. NN. Die Rot-Esche kommt vor allem in Auwäldern, auf feuchten Schwemmböden und Sümpfen vor. Sie toleriert aber auch relativ trockene und sogar leicht alkalische Böden und wird deswegen für Anpflanzungen in der Prärie und für Bergbaurekultivierungen verwendet. Sie ist eine Charakterart der Ordnung Ulmen-Silberahornwälder (Ulmo-Aceretalia saccharini).
In den Gemäßigten Breiten ist die Rot-Esche winterhart und wird gelegentlich als Ziergehölz in Parks und Gärten verwendet. Sie neigt zum Verwildern und in manchen Gebieten wird sie als kritische invasive Pflanze betrachtet. Auch in Deutschland wird sie für einige Bundesländer bereits als eingebürgert angegeben. Anfang des 20. Jahrhunderts wurde die Rot-Esche aus forstwirtschaftlichen Gründen auch in den Auenwäldern an der mittleren Elbe angepflanzt.

## Krankheiten
Der Rostpilz Puccinia sparganioides befällt die Rot-Esche.

## Systematik
Fraxinus pennsylvanica wurde 1785 durch Humphry Marshall in Arbustrum Americanum, S. 51–52 erstveröffentlicht. Es wurden von manchen Autoren zwei Varietäten unterschieden: Fraxinus pennsylvanica Marshall var. pennsylvanica und Fraxinus pennsylvanica var. lanceolata (Borkh.) Sarg. jedoch werden sie in den letzten Veröffentlichungen nicht mehr für gültig ausgewiesen. 
Synonyme für Fraxinus pennsylvanica Marshall sind: Fraxinus juglandifolia var. aucubifolia H.Jaeger, Fraxinus lanceolata Borkh., Fraxinus pennsylvanica f. aucubifolia (H.Jaeger) Rehder, Fraxinus pennsylvanica var. lanceolata (Borkh.) Sarg., Fraxinus pennsylvanica var. subintegerrima (Vahl) Fernald, Fraxinus pubescens Lam., Fraxinus pennsylvanica gehört zur Sektion Melioides aus der Gattung der Fraxinus.

## Nutzung
Das Holz der Rot-Esche wird ähnlich dem der Gemeinen Esche verwendet.